# Allée des Cosmonautes
L'allée des Cosmonautes (russe : аллея Космонавтов) est une large avenue au nord de Moscou.

## Situation et accès
Elle mène au Musée de l'astronautique et au Monument des Conquérants de l'Espace. L'avenue piétonne relie le musée et le monument à la station de métro VDNKh
Semblable à un parc, l'allée est jalonnée de grandes statues de pierre des figures importantes du programme spatial de la Russie. À son extrémité et au pied du monument se dresse une immense statue de Constantin Tsiolkovski (1857–1935), théoricien et fondateur de l'astronautique moderne.

## Bâtiments remarquables et lieux de mémoire
- Constantin Tsiolkovski
- Youri Gagarine
- Valentina Terechkova
- Pavel Beliaïev
- Alexeï Leonov
- Vladimir Komarov
- Valentin Glouchko
- Mstislav Keldych
- Sergueï Korolev